# Pimpinella nitakayamensis
Pimpinella nitakayamensis är en flockblommig växtart som beskrevs av Bunzo Hayata. Pimpinella nitakayamensis ingår i släktet bockrötter, och familjen flockblommiga växter. Inga underarter finns listade i Catalogue of Life.